# المحمصة الخبز الصغيرة الشجاعة
المحمصة الخبز الصغيرة الشجاعة (بالإنجليزية: The Brave Little Toaster) هو فيلم رسوم متحركة أمريكي من إنتاج هايبريون بيكتشرز وذا كوشنر-لوك كمباني، صدر عام 1987. استند في قصته على رواية قصيرة كتبها المؤلف الأمريكي توماس م. ديش عام 1980 تحمل نفس الاسم. الفيلم من إخراج جيري ريس وبطولة ديانا أوليفر، تيموثي إي. داي، جون لوفيتز، تيموثي ستاك، ثورل ريفنسكروفت، واين كاتز، كوليت سافاج، فيل هارتمان، جوي رانفت وجيم جاكمان.

## طاقم التمثيل
- ديانا أوليفر بدور محمصة خبز
- تيموثي إي. داي بدور بلانكي
- تيموثي ستاك بدور لامبي
- جون لوفيتز بدور راديو
- ثورل ريفنسكروفت بدور كيربي
- واين كاتز بدور روب ماكجروارتي
- كوليت سافاج بدور كريس
- فيل هارتمان بدور مكيف الهواء
- جوي رانفت بدور إلمو سانت بيترز
- جيم جاكمان بدور بلجسي
- جوناثان بينير بدور تلفاز
- ميندي ستيرلينغ بدور والدة روب
- راندي بينيت بدور حاسوب

## الصدور
تلقى الفيلم نسبة تأييد 79% من المراجعات على موقع الطماطم الفاسدة بنائاً على 14 مراجعة نقدية، مع متوسط تقييم 10/7.31.

## وصلات خارجية
- The Brave Little Toaster على موقع IMDb (الإنجليزية)
- The Brave Little Toaster على موقع روتن توميتوز (الإنجليزية)
- The Brave Little Toaster على موقع نتفليكس (الإنجليزية)
- The Brave Little Toaster على موقع ألو سيني (الفرنسية)
- The Brave Little Toaster على موقع Turner Classic Movies (الإنجليزية)
- The Brave Little Toaster على موقع أول موفي (الإنجليزية)
- The Brave Little Toaster على موقع فيلمافينيتي (الإسبانية)
- The Brave Little Toaster على موقع قاعدة بيانات الأفلام السويدية (السويدية)
- The Brave Little Toaster على موقع قاعدة بيانات الفيلم (الإنجليزية)
- The Brave Little Toaster على موقع ليتربوكسد (الإنجليزية)